# Haaswinkel

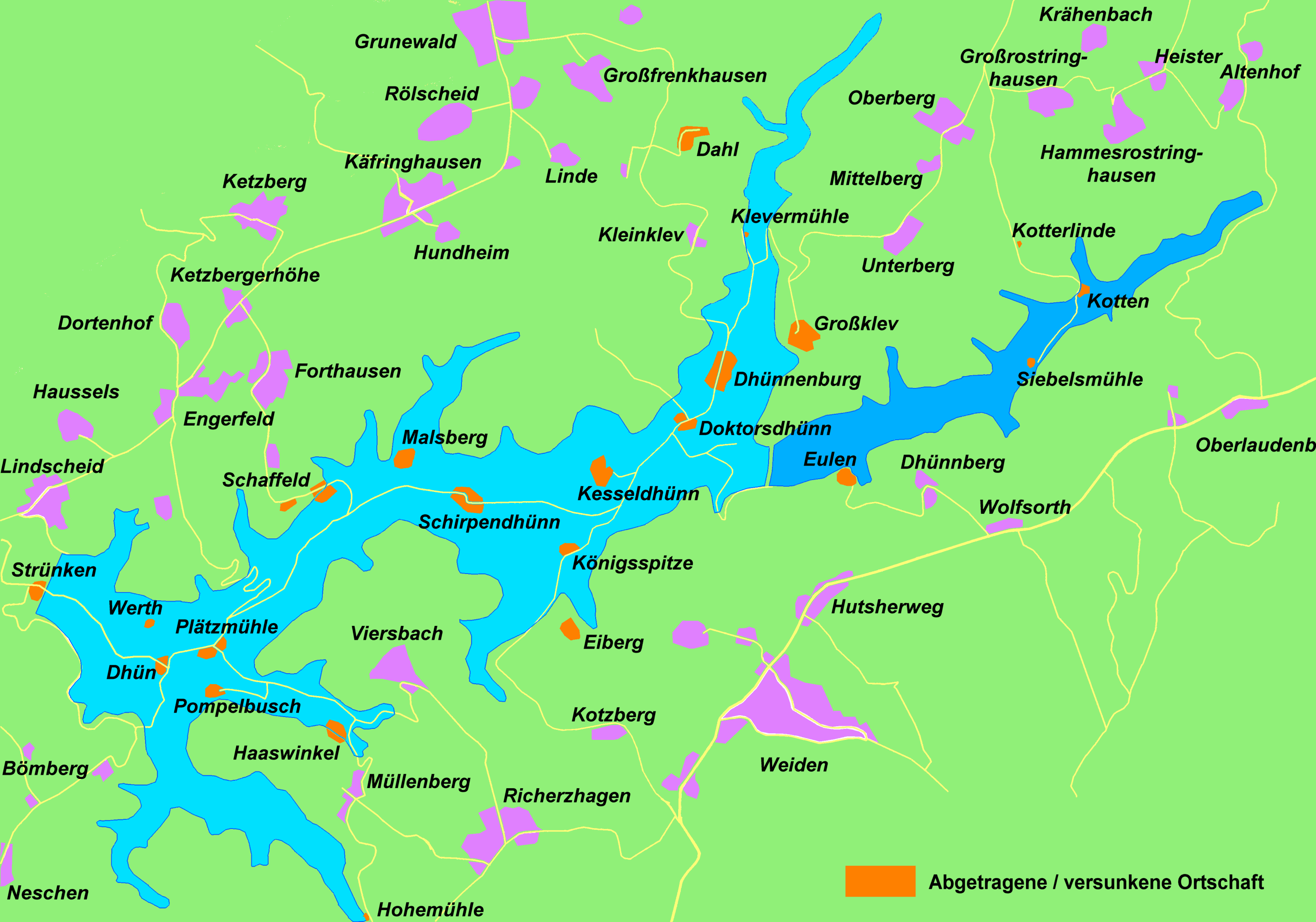
Karte der Großen Dhünntalsperre mit Lage von Eulen

Haaswinkel war ein Wohnplatz von Kürten im Rheinisch-Bergischen Kreis, der in der Großen Dhünntalsperre versunken ist.

## Geschichte
Die Topographia Ducatus Montani des Erich Philipp Ploennies aus dem Jahre 1715, Blatt Amt Steinbach, belegt, dass der Ort bereits 1715 als Ort mit mehreren Höfen bestand und als Haswinkel bezeichnet wurde. Aus der Charte des Herzogthums Berg 1789 von Carl Friedrich von Wiebeking geht hervor, dass Haaswinkel zu dieser Zeit Teil der Honschaft Bechen im Kirchspiel Bechen im Landgericht Kürten war. Er benennt den Ort als Haswinkel.
Unter der französischen Verwaltung zwischen 1806 und 1813 wurde das Amt Steinbach aufgelöst und Haaswinkel wurde politisch der Mairie Kürten im Kanton Wipperfürth  im Arrondissement Elberfeld zugeordnet. 1816 wandelten die Preußen die Mairie zur Bürgermeisterei Kürten im Kreis Wipperfürth.
Haaswinkel gehörte zu dieser Zeit zur Gemeinde Bechen.
Der Ort ist auf der Preußischen Uraufnahme von 1840 als Haaswinkel verzeichnet.
Ab der Preußischen Neuaufnahme von 1892 ist er auf Messtischblättern regelmäßig als Haaswinkel verzeichnet.
1822 lebten sechs Menschen im als Haus kategorisierten und Haswinkel bezeichneten Ort.
Der 1845 laut der Uebersicht des Regierungs-Bezirks Cöln als Haus kategorisierte Ort besaß zu dieser Zeit ein Wohnhaus. Zu dieser Zeit lebten 38 Einwohner im Ort, davon alle katholischen Bekenntnisses.
Die Gemeinde- und Gutbezirksstatistik der Rheinprovinz führt Haaswinkel 1871 mit zwei Wohnhäusern und neun Einwohnern auf.
Im Gemeindelexikon für die Provinz Rheinland von 1888 werden zwei Wohnhäuser mit zwölf Einwohnern angegeben.
1895 hatte der Ort zwei Wohnhäuser und zehn Einwohner.
1905 besaß der Ort zwei Wohnhäuser und acht Einwohner und gehörte konfessionell zum katholischen Kirchspiel Bechen.
1927 wurde die Bürgermeisterei Kürten in das Amt Kürten überführt. In der Weimarer Republik wurden 1929 die Ämter Kürten mit den Gemeinden Kürten und Bechen und Olpe mit den Gemeinden Olpe und Wipperfeld zum Amt Kürten zusammengelegt. Der Kreis Wipperfürth ging am 1. Oktober 1932 in den Rheinisch-Bergischen Kreis mit Sitz in Bergisch Gladbach auf.
1975 entstand aufgrund des Köln-Gesetzes die heutige Gemeinde Kürten, zu der neben den Ämtern Kürten, Bechen und Olpe ein Teilgebiet der Stadt Bensberg mit Dürscheid und den umliegenden Gebieten kam.
1988 wurde die zwischen 1975 und 1985 erbaute Große Dhünntalsperre in Betrieb genommen, in der der Wohnplatz versank.